# Heliconema heliconema
Heliconema heliconema is een rondwormensoort uit de familie van de Physalopteridae. De wetenschappelijke naam van de soort is voor het eerst geldig gepubliceerd in 1919 door Travassos.